# Uno Angerstein

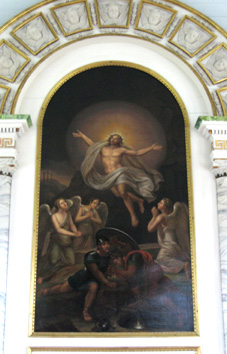
Altartavla i Hjortsberga kyrka, Alvesta, målad av Uno Angerstein.

Uno Reinholdsson (von) Angerstein, född den 5 februari 1808 på Kosta herrgård vid Kosta glasbruk i Ekeberga socken, död den 1 december 1874 i Alvesta var en  kammarherre, mecenat, skribent, musiker, målare, officer, lantbrukare, industriman. Uno Angerstein drev som delägare Kosta glasbruk 1830-1874. Han var också grundare och föreståndare för Kronobergs läns lantbruksskola samtidigt som han ägde godsen Gåvetorp och Dansjö i Lekaryds socken.
Angerstein studerade konst i Köpenhamn, Düsseldorf (Düsseldorfskolan), München och Paris och målade flera altartavlor. Bevarade altartavlor finns i Hjortsberga kyrka (Alvesta kommun) och Ekeberga kyrka. Tavlan i Hjortsberga kyrka är en kopia av altartavlan i Kungsholms kyrka, Stockholm. Angerstein bjöd in flera av tidens namnkunniga svenska konstnärer ur Düsseldorfskolan – bland andra Kilian Zoll, Bengt Nordenberg och Marcus Larson – att vistas på Gåvetorp, kortare eller längre tider. Dokumentärromanen Den galne hovmålaren av Lars-Ola Borglid handlar till stor del om Angersteins relationer till konstnärerna. Bland Angersteins skriftverk märks Kyrkan Noth Gottes, en romantisk berättelse i fem sånger med medeltida motiv samt dikten Blenda. Han formgav även minnesobelisken över Carl von Linné på Linnés födelsegård Råshult.
| ”                                  | De skildringar man får av kammarherren Uno Angerstein som levde på Gåvetorp under romantiken verkar som komna ur en annan värld, vilket de förstås också är. Av Vejdes, Wrangels och andras skildringar förstår man att han var den ideale Hugo Löwenstierna, en förtätning av Almqvists önskedröm. Han diktade bland annat ett epos om Blenda, han komponerade och målade, inte dåligt men heller inte så bra att han var likgiltig för andras konst. Tvärtom, han gick upp i den och hänfördes av den. Han ansåg det som ära att få öva värdskap mot konstnärer som Marcus Larsson, Zoll, Nordenberg och Mandelgren. Gåvetorp var ett konstens centrum i Småland från vilket ett vackert mecenatskap utövades. | „ |
| – Elin Wägner i Tusen år i Småland | |   |

Uno Angerstein var befälhavare för Växjö Skarpskyttekår samt kompanichef och kapten vid Kronobergs regemente. Han deltog i kriget i Schleswig 1850. Angerstein vilar i en kulturmärkt grav på Tegnérkyrkogården i Växjö.
Angerstein finns representerad på Norrköpings Konstmuseum, Smålands museum och Kulturen.